# Glenn Atle Larsen
Glenn Atle Larsen (Stord, 24 agosto 1982) è un ex calciatore norvegese, di ruolo centrocampista.

## Carriera

### Club
Iniziò la carriera con le maglie di Bremnes, Haugesund, Flora Tallinn e Valga. Passò poi al Vålerenga, squadra che lo cedette in prestito al Nybergsund-Trysil.
Si trasferì in seguito al Dundee. Debuttò nella Scottish Premier League il 21 agosto 2004, sostituendo Mark Fotheringham nella sconfitta casalinga per due a uno contro il Motherwell. Il 28 agosto realizzò l'unica rete nella massima divisione scozzese, nel pareggio per quattro a quattro contro lo Hibernian. Vestì anche la maglia del St Patrick's.
Tornò poi in patria, per militare nelle file del Kongsvinger e lasciò il club nel 2009.
L'anno seguente, passò al Kolding, per poi trasferirsi allo Skeid nell'estate del 2010.